# Katarzyna Wilczyńska
Katarzyna Wilczyńska również jako Katarzyna Kurkiewicz (ur. 13 czerwca 1989) – polska judoczka.

## Życiorys
Była zawodniczka AZS OŚ Łódź. Brązowa medalistka zawodów Pucharu Europy juniorek 2008. Brązowa medalistka mistrzostw Polski seniorek 2009 w kategorii do 52 kg. Ponadto m.in. mistrzyni Polski juniorek 2005. Żona judoki Piotra Kurkiewicza.

## Kariera sportowa
| Grupa           | Czas   | Lata                            |
| --------------- | ------ | ------------------------------- |
| młodzicy        | 1 rok  | 1 start w roku 2002             |
| juniorzy młodsi | 3 lata | 8 startów w latach 2002 - 2004  |
| juniorzy        | 5 lat  | 11 startów w latach 2004 - 2008 |
| młodzież        | 6 lat  | 8 startów w latach 2006 - 2011  |
| seniorzy        | 5 lat  | 13 startów w latach 2006 - 2010 |